# 三嶋くるみ
三嶋 くるみ（みしま くるみ、12月8日 - ）は日本の女性漫画家。同人では森下雪見名義で活動している。商業誌での代表作は『ろりーた絶対王政』。

## 作品リスト
- たんぽぽホリデイ（『まんがタイムきららフォワード』2007年、Vol.4）
- 花物語（『まんがタイムきららフォワード』2007年、Vol.5）
- Angel Cheeks（『まんがタイムきららフォワード』2007年、Vol.7）
- 『ろりーた絶対王政』芳文社〈まんがタイムKRコミックス フォワードシリーズ〉2008年 - 2009年、全3巻（『まんがタイムきららフォワード』2007年 - 2009年）
- おおかみ少年少女（『まんがタイムきららフォワード』2008年4月号）
- 『フェルマーの最終定理』著：中村亨、PHP研究所、2009年、全1巻、漫画を担当。
- ビスケット心中（『ピュア百合アンソロジー ひらり、』2010年、Vol.2）
- 『おしえて、センパイ』ぶんか社〈ぶんか社コミックス〉、2010年9月29日初版、ISBN 9784821170630